# مرسيدس بنز إس إل آر 300
مرسيدس-بنز 300 إس إل آر (رمز الطراز: W 196 S) هي سيارة سباق رياضية ذات مقعدين، شاركت في بطولة العالم لسباقات السيارات الرياضية عام 1955. غير أن مسيرتها الواعدة توقفت بشكل مفاجئ بعد حادث مأساوي تسبّب في حريق مروّع خلال سباق "لو مان" في نفس العام، مما أنهى هيمنة السيارة على الحلبات قبل أوانها. الاسم الأصلي للسيارة كان "SL-R"، اختصارًا لعبارة Sport Leicht Rennen (أي: رياضية، خفيفة، للسباقات)، قبل أن يُختصر لاحقًا إلى "SLR". وقد استند هذا الطراز من الناحية التقنية إلى سيارة الفورمولا 1 مرسيدس W 196 R، مع اختلاف بسيط في المحرك الذي تبلغ سعته 3 لترات.
زُوّدت 300 إس إل آر بمحرك مستقيم مكوّن من ثماني أسطوانات، سعة 3 لترات، يعمل بحقن مباشر للوقود، وهو مشتق من محرك M 196 R المستخدم في سيارات الفورمولا 1، لكن بقياسات أسطوانة (ثقب وشوط) تبلغ 78 ملم. وتبلغ القدرة الحصانية للمحرك 302 حصانًا (222 كيلوواط).
ولتحويل السيارة من مركبة سباق مخصصة للحلبات إلى سيارة تنافس في سباقات طويلة مثل سباق الـ 24 ساعة، تم تعديل وضع القيادة من أحادي إلى ثنائي المقعد، وأُضيفت المصابيح الأمامية، إلى جانب تحسينات أخرى في التصميم.
وقد وصفها السائق البريطاني الأسطوري ستيرلينغ موس، الذي قادها ضمن فريق مرسيدس، بأنها:
"أعظم سيارة سباق رياضية صُنعت على الإطلاق – آلة مذهلة يصعب تصديقها."
من بين تسع نسخ من طراز 300 إس إل آر تم إنتاجها، صُنعت نسختان فقط على شكل كوبيه مغلق، أطلق عليهما لاحقًا اسم كوبيه أولنهات، نسبة إلى مصمم السيارة رودولف أولنهات. وقد جاءت بتصميم ديناميكي وأبواب على شكل جناحي نورس، ما جعلها شبيهة بسيارة الإنتاج التجاري 300 إس إل آر. وعلى الرغم من أنها صُمّمت لسباقات الطرق، إلا أنها كانت صالحة للسير على الطرق العامة.
بعد توقف مرسيدس-بنز عن المشاركة في السباقات إثر كارثة لو مان، تم إلغاء المشروع الهجين الذي كانت الكوبيه جزءًا منه. إلا أن رودولف أولنهات، رئيس قسم التصميم في الشركة ومهندس السيارة، قرر الاحتفاظ بإحدى النسخ لنفسه واستخدمها كسيارته الشخصية. كانت هذه النسخة قادرة على بلوغ سرعة تصل إلى نحو 290 كيلومترًا في الساعة، ما جعلها أسرع سيارة طريق في العالم في ذلك الوقت.
وفي 5 مايو 2022، تم بيع إحدى نسخ "كوبيه أولنهات" طراز 1955 في مزاد خاص نظّمته دار آر إم سوذبيز في متحف مرسيدس-بنز مقابل 135 مليون يورو، لتُصبح بذلك أغلى سيارة تُباع في التاريخ. وقد بيعت النسخة، التي كانت مملوكة للشركة نفسها، إلى جامع مقتنيات لم تُفصح هويته.